# Vénus Khoury-Ghata
Vénus Khoury-Ghata es una escritora libanesa nacida en 1937 y residente en París desde 1972. Ha publicado una veintena de novelas y varios poemarios. 

## Premios
- Premio Apollinaire por "Les ombres et leurs cris",
- Premio Mallarmé por "Un Faux pas du soleil",
- Premio Jules Supervielle por "Anthologie personnelle",
- Premio Baie des anges por "Le moine, l'ottoman et la femme du grand argentier".
- Premio Goncourt de Poesía en 2008 por el conjunto de su obra.